# Noertzange
Noertzange (en luxemburgués: Näerzeng; en alemany: Nörtzingen) és un poble del municipi de Bettembourg del districte de Luxemburg al cantó d'Esch-sur-Alzette. Està a uns 12,6 km de distància de la Ciutat de Luxemburg.